# Ренан Віктор да Сілва
Ренан Віктор да Сілва (порт. Renan Victor da Silva, нар. 19 травня 2002 року, Ітапева) — бразильський футболіст, лівий та центральний захисник клубу «Палмейрас».

## Клубна кар'єра
Вихованець клубу «Палмейрас», до якого потрапив у 2015 році, у віці 13 років, а з початку 2019 року він також почав грати на позиції лівого захисника за команду до 17 років. З юнаками «Палмейраса» Ренан виграв чемпіонат штату Сан-Паулу U-15 (2016 та 2017), чемпіонат штату Сан-Паулу U-17 (2018), Кубок Бразилії U-17 (2019), Суперкубок Бразилії U-17 (2019) та клубний чемпіонат світу U-17 (2018 та 2019).
У 2020 році тренером Вандерлеєм Лушембурго Ренан був переведений до першої команди. 14 жовтня 2020 року в матчі проти «Корітіби» він дебютував у бразильській Серії A. За підсумками сезону 2020 року виграв з командою Кубок Бразилії та Кубок Лібертадорес.

## Міжнародна кар'єра
У 2019 року в складі юнацької збірної Бразилії Ренан взяв участь в юнацькому чемпіонаті Південної Америки в Перу . На турнірі він зіграв у всіх чотирьох матчах, але його команда сенсаційно не вийшла з групи.
У тому ж році в складі команди до 17 років Ренан виграв домашній юнацький чемпіонат світу. На турнірі він зіграв в одному матчі проти Чилі (3:2) .

## ДТП
22 липня 2022 року, у п’ятницю о 6:40 ранку, Ренан потрапив у ДТП у Браганса-Пауліста, в результаті якої загинув 38-річний чоловік. Ренан зізнався, що був п'яним, а поліція з'ясувала, що він керував автомобілем без водійських прав. Після інциденту «Ред Булл Брагантіно» негайно розірвав контракт. Наступного дня він покинув в'язницю після внесення застави.

## Досягнення
- Володар Кубка Бразилії: 2020
- Чемпіон штату Сан-Паулу: 2022
- Володар Кубка Лібертадорес: 2020, 2021
- Володар Рекопи Південної Америки: 2022
- Володар Чемпіон ОАЕ: 2022-23
- Володар Суперкубка ОАЕ: 2023, 2024

Збірні
- Чемпіон світу (U-17): 2019